# چانگ چه
چانگ چه (انگلیسی: Chang Cheh; ۱۰ فوریهٔ ۱۹۲۳ – ۲۲ ژوئن ۲۰۰۲) کارگردان فیلم، فیلم‌نامه‌نویس و تهیه کننده اهل چین بود  که در دهه‌های ۱۹۶۰، ۱۹۷۰ و ۱۹۸۰ فعالیت داشت. چانگ چه بیش از ۹۰ فیلم را در چین بزرگ کارگردانی کرد که اکثر آنها با همکاری استودیوی برادران شاو در هنگ کنگ ساخته شدند. بیشتر فیلم های او، اکشن هستند و به‌طور ویژه با فیلم‌های ووشیا و کونگ فوی پر از خشونت شناخته می‌شود.
در اوایل دهه ۱۹۷۰ او مکرراً بازیگران دیوید چیانگ و تی لونگ را در فیلم‌هایش انتخاب می‌کرد. در اواخر دهه ۱۹۷۰ او عمدتاً با گروهی از بازیگران معروف به‌ اوباش ونوم کار کرد. چانگ چه به خاطر همکاری طولانی مدتش با نویسنده نی کوانگ نیز شناخته می‌شود.
از فیلم‌ها یا مجموعه‌های تلویزیونی که وی در آن‌ها نقش داشته‌است می‌توان به شمشیرزن یک دست، پرستوی طلایی، آنها که قهرمانند، لبه آب، دزد دریایی، انتقام، برادران تنی و ۷ مرد ارتشی اشاره نمود.

## گزیده آثار
- سه قهرمان (۱۹۶۶)
- شمشیرزن یک دست (۱۹۶۷)
- پرستوی طلایی (۱۹۶۸)
- بازگشت شمشیرزن یک دست (۱۹۶۹)
- انتقام (۱۹۷۰)
- آنها که قهرمانند (۱۹۷۰)
- انتقام شمشیرزن یک‌دست (۱۹۷۱)
- دوئل مشت آهنین (۱۹۷۱)
- مهمان عصبانی (۱۹۷۲)
- برادران تنی (۱۹۷۳)
- پنج وحشی (۱۹۷۴)
- پنج استاد شائولین (۱۹۷۴)
- ۷ مرد ارتشی (۱۹۷۶)
- پنج مرد زهرآگین (۱۹۷۸)
- افسانه روباه پرنده (۱۹۸۰)
- آدمکشان نقابدار (۱۹۸۱)
- عناصر پنجگانه نینجاها (۱۹۸۲)
- شیاطین (۱۹۸۴)
- نینجا در چین باستان (۱۹۹۳)